# Hogares Breukelen
Los hogares Breukelen, que son también conocidos como proyectos sociales Breukelen o Brookline, es un gran complejo de viviendas ubicado en Canarsie, Brooklyn, por la Autoridad de Vivienda de la Ciudad de Nueva York  reconocida por sus siglas en inglés (NYCHA). Su oficina principal está ubicada en 618 East 108th Street, Brooklyn, NY 11236. Está delimitado por Flatlands Avenue, East 103rd Street, Williams Avenue y Stanley Avenue. La comunidad fue desarrollada sobre 64,98 acres (26,3 ha) y consta de 1.595 unidades de apartamentos distribuidos en 30 edificios, todas ellos de 3 o 7 pisos de altura. En marzo de 2008, se estimaba una población de 4.038 habitantes.

## Historia
Los hogares Breukelen recibe su nombre en el año 1683 por los ciudadanos holandeses, cuando el actual distrito Brooklyn era conocido como Breukelen (llamada así por la ciudad holandesa de Breukelen ). Luego, cambió a Brockland, Brocklin, Brookline y finalmente Brooklyn. Este proyecto social de viviendas limita con la comunidad de Flatlands al sureste.
Luego, de la Segunda Guerra Mundial, hubo una gran escasez de viviendas familiares en Canarsie. Por esta razón, se llevó a cabo la planificación del desarrollo de Breukelen, el cual comenzó en 1949. En agosto de 1951 se iniciaron las obras y finalizaron el 31 de octubre de 1952.
En 1980, el desarrollo recibió $21,6 millones del Departamento de Vivienda y Desarrollo Urbano para modernizar los apartamentos, se incluyó sus sistemas de calefacción, y mejoras externas. En 2001, la NYCHA concedió $4,5 millones para mejorar más los hogares Breukelen. Con ese dinero, los residentes disfrutaron de nuevas cercas, pasillos, arbustos, áreas de juego e iluminación en sus zonas comunes. En febrero de 2007, el Centro Comunitario de Breukelen destinó espacios a las personas sin hogar y se ubicó como uno de los nueve “lugares de resguardo” de emergencia invernal de la ciudad.

## Necesidades de recursos económicos
Los funcionarios de NYCHA sostienen que los problemas de los hogares Breukelen se deben a una “falta de financiamiento federal”, los recursos económicos necesarios son muy escasos. Como resultado de esta situación, en los últimos años muchos residentes de la comunidad de Breukelen han expresado temores de una privatización masiva, así como también, aumentos de alquileres pendientes. Como ejemplo, en  junio de 2007, la NYCHA tuvo un déficit de más de $200 millones con poca o ninguna ayuda fiscal de Albany (capital del estado) o Washington a la vista. Además, la NYCHA ha perdido $999 millones entre 2001 y 2008. A pesar de su insuficiencia financiera, la NYCHA no va a privatizar la vivienda. En lugar de eso, ofrecieron a la venta terrenos excedentes de NYCHA a la agencia de vivienda de la ciudad para desarrollar viviendas asequibles. También han realizado recortes de personal y gastos administrativos. A futuro se esperan más recortes de personal.
No obstante, Julia Vitullo-Martin afirma que un comprador potencial ofreció 1.300 millones de dólares por un área de viviendas públicas en el este de Nueva York que se presume podría abarcar parte o la totalidad de la ubicación de los hogares Breukelen. Además, el alcalde Bloomberg afirmó en un programa de radio en 2007 que la vivienda pública tiene que financiarse sin recursos públicos. Con la gran deuda financiera de la NYCHA y junto a ello, las presiones de los departamentos privados, municipales, estatales y federales, la privatización puede, de hecho ser una realidad, en el futuro de Breukelen.
En 2014, los hogares Breukelen encabezó la lista de propiedades del distrito de  Brooklyn y, se ubicó como la tercera más alta de la ciudad que necesitaba reparaciones, debido a la falta de recursos económicos de NYCHA. La propiedad tuvo 897 órdenes de trabajo no vigentes, 44 infracciones pendientes del Departamento de Edificios y 6 infracciones pendientes de la Junta de Control Ambiental.